# JAPANESE POP (安藤裕子のアルバム)
『JAPANESE POP』（ジャパニーズ・ポップ）は、2010年9月8日に発売された安藤裕子の5枚目のオリジナルアルバム。発売元はcutting edge。

## 解説
2008年に発表された『chronicle.』以来、2年4か月振りとなる5枚目（ミニアルバム、ベストアルバムを含めると8枚目）のオリジナルアルバム。「Paxmaveiti ラフマベティ -君が僕にくれたもの-」「問うてる」「歩く」のそれぞれ形態の異なるシングル曲3曲の他、宮川弾やベニー・シングスをアレンジャーとして迎えた全13曲収録。ジャケットと写真はレスリー・キーが担当。なお、本アルバム発表時のアーティスト写真をそのままジャケット写真にしている。
初回限定特典などが存在しないオリジナルアルバムは、2ndアルバムの『Merry Andrew』以来である。
ミュージック・マガジンベストアルバムJ-POP部門年間1位に選ばれた。

## 収録曲
1. 私は雨の日の夕暮れみたいだ
  - レンタル専用シングル「歩く」にentry editionとして収録。
2. 健忘症
3. マミーオーケストラ
4. New World
5. Dreams in the dark
6. アネモネ
7. court
8. 青い空
9. Sleep Tight Mr.Hollow
10. 摩天楼トゥナイト
11. 問うてる
  - サッポロ飲料『ゲロルシュタイナー』CMソング。配信限定シングル。
12. Paxmaveiti ラフマベティ -君が僕にくれたもの-
  - ニンテンドーDSソフト『レイトン教授と魔神の笛』エンディングテーマ曲。9thシングル。
13. 歩く
  - WEBドラマ「恋するセリフ」主題歌。レンタル専用シングルとしてリリース。